# Follow My Dream
Follow My Dream – studyjny album grupy SBB, wydany w 1978 roku przez zachodnioniemiecką wytwórnię Spiegelei-Intercord.

## Lista utworów
Źródło:
Strona A
Going Away (24:09):
1. "Freedom With Us" (muz. J. Skrzek, sł. M. Milik) – 8:12
2. "3rd Reanimation" (muz. J. Skrzek) – 6:13
3. "Going Away" (muz. J. Skrzek, sł. P. Brodowski) – 6:36
4. "(Żywiec) Mountain Melody" (muz. J. Skrzek) – 3:08

Strona B
Follow My Dream (22:16):
1. "Wake Up" (muz. J. Skrzek) – 5:02
2. "In the Cradle of Your Hands" (muz. J. Skrzek, sł. J. Matej, P. Brodowski) – 2:46
3. "Growin'" (muz. J. Skrzek) – 6:18
4. "Follow My Dream" (muz. J. Skrzek, sł. P. Brodowski) – 8:10

Bonusowe utwory dodane do wydania Metal Mind (2005)
1. "Królewskie Marzenie" – 6:41
2. "Wiosenne Chimery " – 15:54
3. "Dla Przyjaciół" – 7:09

Bonusowe utwory dodane do wydania Fonografika (2015)
Going Away (Live 1978)
1. "Freedom With Us" – 9:23
2. "3rd Reanimation" – 5:24
3. "Going Away" – 7:39
4. "(Żywiec) Mountain Melody" – 3:20

## Skład
- Józef Skrzek – instrumenty klawiszowe, śpiew
- Apostolis Anthimos – gitary
- Jerzy Piotrowski – perkusja, instrumenty perkusyjne